# Noticias Argentinas
Agencia Noticias Argentinas (NA) es la única agencia noticiosa privada argentina, fundada el 1 de octubre de 1973. Es propiedad de Alpha Media.
La Agencia NA es la fuente de noticias confiable y actualizada en español de la Argentina. La Agencia Noticias Argentinas ofrece a los medios de comunicación de la Argentina y del mundo a través de una suscripción contenidos realizados por profesionales. En la Agencia Noticias Argentinas se producen cables de noticias los 365 días del año al igual que fotografías, gracias a su departamento de fotografía.
Cuando nació la Agencia NA, United Press International (UPI) y Associated Press (AP), servían de fuente para los medios provinciales. A partir de la prohibición, los medios de comunicación de las provincias y Capital de la Argentina pasaron a contar solo con los servicios de noticias estatales.
Por tal motivo, un grupo de editores del país decidió crear una agencia alternativa, nacional y privada, plasmando el surgimiento de la Agencia NA.
La primera administración se situó en un local cedido por el diario La Capital de Rosario, en Viamonte 610.
En 1982 fue la única agencia noticiosa clausurada por el gobierno de facto durante la guerra de las Malvinas, por informar acerca de la evolución del conflicto entre Argentina y Reino Unido.
La Agencia Noticias Argentinas integra el Grupo Alpha Media, que cuenta entre sus marcas a las radios Rivadavia, Splendid, Colonia, LT3, Rock & Pop, Metro, Blue y Canal 7 de Neuquén. La revista Newsweek Argentina y El Ojo del Arte también integran el grupo. El empresario Marcelo Figoli es el accionista del Grupo Alpha. Silvia Marino es la CEO. Jorge García es responsable de la Dirección Periodística.